# UTC+03:00
| Xanh dương nhạt | Giờ Tây Âu (UTC+0)                                               |
| xanh dương      | Giờ Tây Âu (UTC+0) Giờ mùa hè Tây Âu (UTC+1) Giờ mùa hè Anh Quốc |
| nâu             | Giờ Trung Âu (UTC+1) Giờ mùa hè Trung Âu (UTC+2)                 |
| kaki            | Giờ Đông Âu (UTC+2) Giờ mùa hè Đông Âu (UTC+3)                   |
| vàng            | Giờ Kaliningrad (UTC+2)                                          |
| lục nhạt        | Giờ Viễn đông châu Âu/ Giờ Moskva (UTC+3)                        |

|  | UTC-01:00 | Giờ Cabo Verde (Đảo của Cabo Verde nằm ở phía Tây của Châu Phi.)     |
|  | UTC±00:00 | Giờ Tây Âu · Giờ Quốc tế                                             |
|  | UTC+01:00 | Giờ chuẩn Trung Âu · Giờ Tây Phi · Giờ mùa hè Tây Âu.                |
|  | UTC+02:00 | Giờ Trung Phi · Giờ Đông Âu · Giờ chuẩn Nam Phi · Giờ mùa hè Tây Phi |
|  | UTC+03:00 | Giờ Đông Phi                                                         |
|  | UTC+04:00 | Giờ Mauritius · Giờ Seychelles                                       |

|  | UTC+02:00           | Giờ chuẩn Ai Cập                                                                                                   |
|  | UTC+02:00 UTC+03:00 | Giờ Đông Âu / Giờ chuẩn Israel / Giờ chuẩn Palestine Giờ mùa hè Đông Âu / Giờ mùa hè Israel / Giờ mùa hè Palestine |
|  | UTC+03:00           | Giờ Thổ Nhĩ Kỳ Giờ chuẩn Ả Rập                                                                                     |
|  | UTC+03:30           | Giờ chuẩn Iran |
|  | UTC+04:00           | Giờ chuẩn Vùng Vịnh                                                                                                |

Giờ UTC+3 được dùng tại những nơi sau đây:
- Giờ Moskva
- Giờ mùa hè Đông Âu
- Giờ Đông Phi

## Không sử dụng giờ tiết kiệm ánh sáng ban ngày
- Ả Rập Xê Út
- Bahrain
- Comoros
- Djibouti
- Eritrea
- Ethiopia
- Iraq
- Jordan
- Kenya
- Kuwait
- Madagascar
- Mayotte
- Nga (Đa số phần châu Âu bao gồm Moskva, St. Petersburg, Rostov-Na-Donu, Novaya Zemlya, Franz Josef Land, và tất cả đường sắt khắp nước Nga) 
  - Astrakhan* (NAO)
  - Saratov* (NAO)
  - Ulyanovsk* (NAO)
  - Volgograd* (NAO)
- Qatar
- Các đảo rải rác trong Ấn Độ Dương
  - Bassas da India
  - Đảo Europa
  - Juan de Nova Island
- Somalia
- Sudan
- Syria
- Tanzania
- Thổ Nhĩ Kỳ
- Uganda
- Yemen

## Sử dụng giờ tiết kiệm ánh sáng ngày
- Israel
- Liban
- Síp